# Corneuil
Corneuil is een plaats en voormalige gemeente in het Franse departement Eure (regio Normandië) en telt 385 inwoners (1999). De plaats maakt deel uit van het arrondissement Bernay. Corneuil is op 1 januari 2016 gefuseerd met Avrilly (Eure) en Thomer-la-Sôgne tot de gemeente Chambois (Eure).

## Geografie
De oppervlakte van Corneuil bedraagt 11,3 km², de bevolkingsdichtheid is 34,1 inwoners per km².
De onderstaande kaart toont de ligging van Corneuil met de belangrijkste infrastructuur en aangrenzende gemeenten.

## Demografie
Onderstaande figuur toont het verloop van het inwonertal (bron: INSEE-tellingen).